# Пицоне
Пицоне (итал. Pizzone) је насеље у Италији у округу Изернија, региону Молизе.
Према процени из 2011. у насељу је живело 301 становника. Насеље се налази на надморској висини од 676 м.

## Становништво
| 1931. | 1936. | 1951. | 1961. | 1971. | 1981. | 1991. | 2001. | 2011. |
| ----- | ----- | ----- | ----- | ----- | ----- | ----- | ----- | ----- |
| 1.043 | 1.059 | 1.086 | 904   | 551   | 481   | 392   | 328   | 335   |